# Іванківці (Чернівецький район)
Іва́нківці — село в Україні, у Кіцманській міській громаді Чернівецького району Чернівецької області.

## Історія
З 24 серпня 1991 року село перебувало у складі Кіцманського району, Чернівецької області.
8 серпня 2017 року, в ході децентралізації та об'єднання сільських рад, село увійшло до Кіцманської міської громади.
17 липня 2020 року, в результаті адміністративно-територіальної реформи та ліквідації Кіцманського району, село увійшло до складу Чернівецького району.

## Населення
Національний склад населення за даними перепису 1930 року у Румунії:
| Національність | Кількість осіб | Відсоток |
| -------------- | -------------- | -------- |
| українці       | 1312           | 74,33 %  |
| румуни         | 305            | 17,28 %  |
| євреї          | 66             | 3,74 %   |
| росіяни        | 45             | 2,55 %   |
| поляки         | 19             | 1,08 %   |
| німці          | 12             | 0,68 %   |

Мовний склад населення за даними перепису 1930 року:
| Мова                | Кількість осіб | Відсоток |
| ------------------- | -------------- | -------- |
| українська          | 1416           | 80,23 %  |
| румунська           | 216            | 12,24 %  |
| їдиш                | 58             | 3,29 %   |
| російська           | 45             | 2,55 %   |
| німецька            | 20             | 1,13 %   |
| польська            | 9              | 0,51 %   |
| турецька, татарська | 1              | 0,06 %   |

## Уродженці
- Волощук Октавіан Олександрович, 27.08. 1924, — український медик, доктор медичних наук, професор Чернівецького медінституту. Захистив кандидатську (1959) і докторську (1970) дисертації. У 1970—1981 рр. — завідувач кафедри госпітальної терапії. Наукова діяльність була присвячена гепатології, вивченню питань діагностики, порушення обміну речовин і лікування хронічних захворювань печінки і жовчновивідних шляхів. Перший буковинець, професор-терапевт, який створив свій напрямок у гепатології. Автор 50 наукових праць, трох раціоналізаторських пропозицій. Нагороджений знаком «Відмінник охорони здоров'я».
- Федорюк Василь Олександрович — український підприємець, президент клубу «Буковина» (Чернівці) у 1993—1998 і 2007—2010 роках.
- Остафієвич Марія Федорівна — депутат Верховної Ради УРСР 9-11-го скликань.

## Галерея

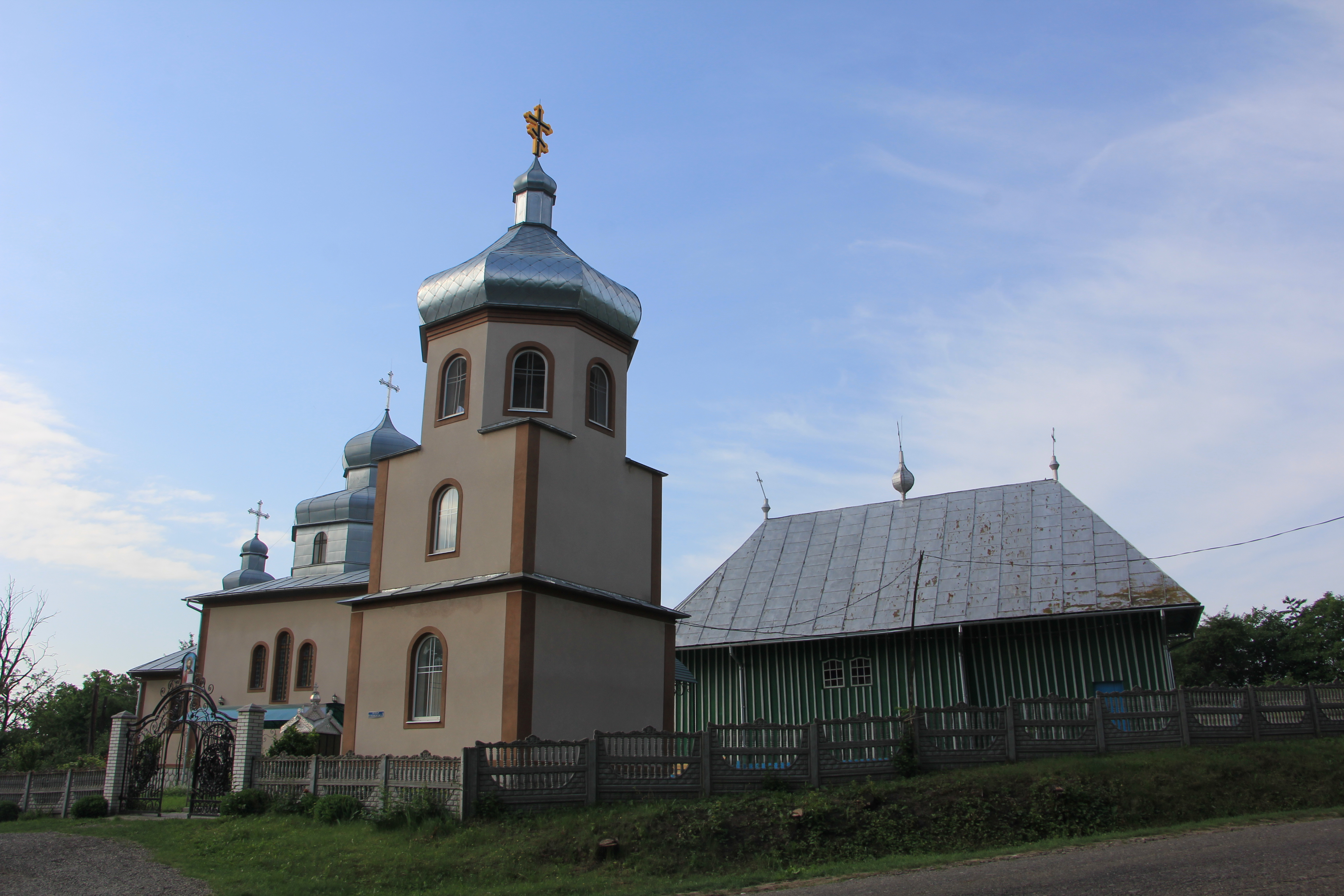
Церква Пр. Богородиці 1794 в с. Іванківці
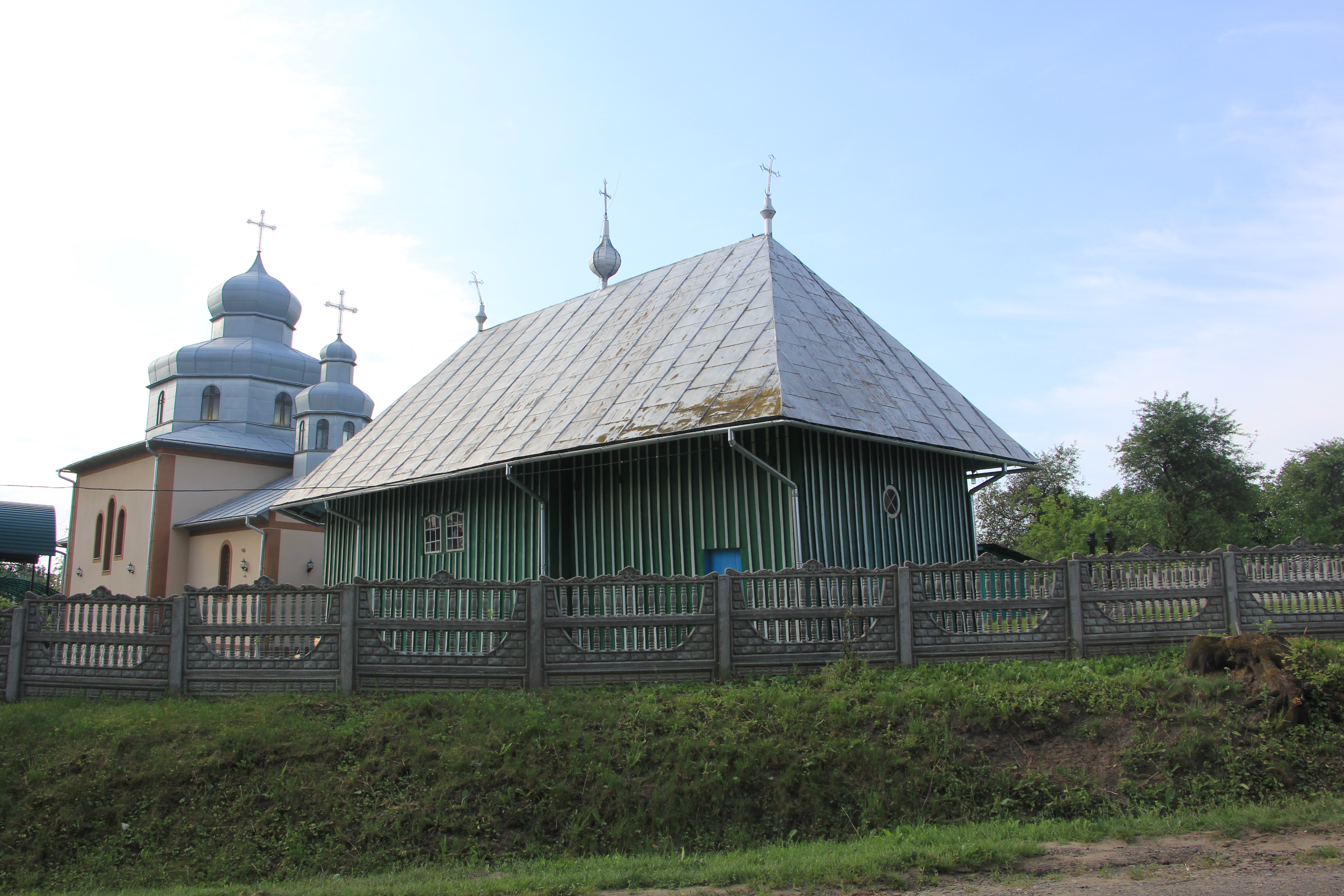
Церква Пр. Богородиці 1794 в с. Іванківці
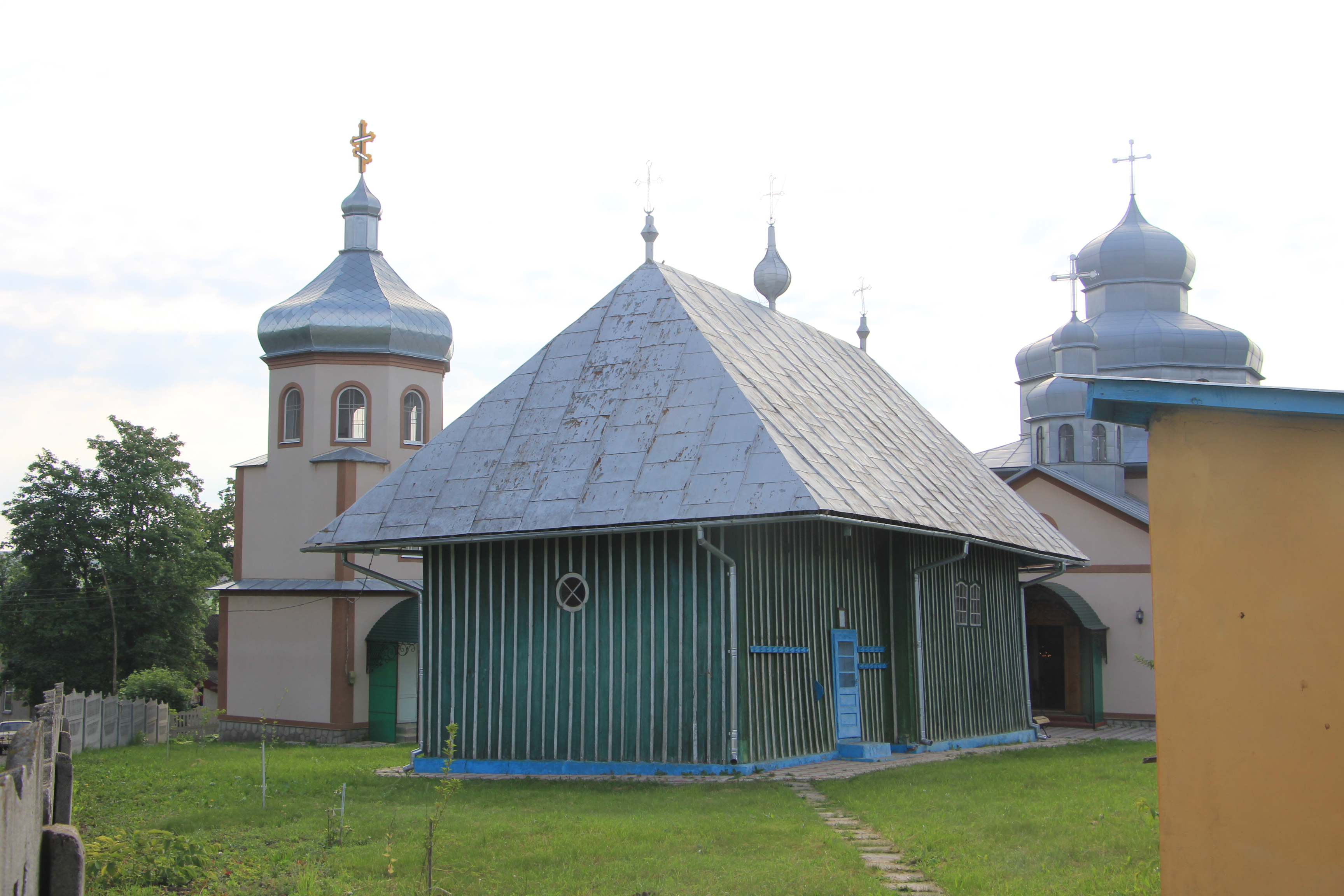
Церква Пр. Богородиці 1794 в с. Іванківці